# 베자이아주

베자이아주

베자이아주(아랍어: ولاية بجاية)는 알제리 북부에 위치한 주로, 주도는 베자이아이며 면적은 3,268km2, 인구는 915,835명(2008년 기준)이다.